# Wappen der Provinz Huesca

Wappen der Provinz Huesca seit 10. Mai 1957

Das Wappen der Provinz Huesca wurde am 10. Mai 1957 angenommen. Es besteht aus einem auf einer silbergrauen barocken Kartusche liegenden Schild, der in acht Felder aufgeteilt ist, die den acht Gerichtsbezirken der Provinz im Jahre 1957 entsprechen. Heute sind es nur noch sechs solche Bezirke. Benabarre, Sariñena und Tamarite haben diesen Status verloren, Monzón ist Gerichtsbezirk geworden, ohne im Provinzwappen repräsentiert zu sein. Am 9. Dezember 1963 erschien das Wappen auf einer Briefmarke als vierundzwanzigste Marke einer Serie Escudos provinciales españoles.

## Beschreibung
In der Heraldik werden die Bezeichnungen rechts und links grundsätzlich aus der Sicht der Person verwendet, die den Schild vor sich her tragen würde, also entgegengesetzt zur Sicht des Betrachters.
- Im ersten Feld steht in Rot ein goldenes Patriarchenkreuz, beidseits begleitet von je zwei golden gekrönten, bärtigen Maurenköpfen mit silbernen Stirnbändern, die zum Kreuz blicken. Dieses Feld steht für die Stadt Jaca.
- Das zweite Feld ist von Gold und Silber gespalten. Rechts stehen in Gold die vier roten Pfähle aus dem Wappen Aragóns, links in Silber ein grüner entwurzelter Ölbaum. Über der Teilungslinie liegt ein hellblaues Schildchen mit einer goldenen Lilie. Dieses Feld steht für Fraga.
- Das dritte Feld zeigt in Silber den Wappenschild Aragóns mit den vier roten Pfählen, darüber eine offene goldene Krone. Begleitet wird der Schild rechts und links von zwei roten, aufrechten, einander ansehenden Löwen sowie oben und unten von zwei goldenen, schwarz vermauerten Kastellen. Jedes ihrer Türmchen trägt eine schwarze Fensteröffnung, die Festungsmauer zwei weitere und ein schwarzes Rundbogentor. Dieses Feld steht für Benabarre.
- Im vierten Feld steht in Blau eine goldene Armbrust umgeben von fünf Wappenschilden Aragóns, 2:2:1 gestellt, für Sariñena.
- Im fünften Feld steht in Silber eine Tamariske mit grünem Stamm und 11 Ästen mit lila Blüten zwischen zwei Wappenschilden Aragóns, auf denen offene goldene Kronen liegen. Es repräsentiert Tamarite de Litera.
- Das sechste Feld zeigt in Gold auf braunem Sockel ein braunes, schwarz vermauertes Kastell, dessen Türmchen je eine schwarze Fensteröffnung tragen, die Festungsmauer zwei weitere und ein Rundbogentor, das durch braune Türflügel verschlossen ist. Aus dem mittleren Türmchen wächst eine Steineiche mit braunem Stamm und grüner Krone, in der ein rotes, lateinisches Kreuz steckt. Dieses Feld steht für Boltaña.
- Im siebten Feld steht in Grün das Antlitz eines Mannes mit zweigeteiltem, schwarzem Bart. Das Haupt wird in Form eines Sparrens von fünf Wappenschilden Aragóns begleitet. Das Feld repräsentiert Barbastro.
- Als achtes Feld liegt dem Ganzen ein roter Herzschild auf, worin ein Reiter auf einem nach links springenden Schimmel erscheint, angetan mit einem silbernen Harnisch und silbernem Helm mit nach rechts wehendem silbernem Federbusch, der in der Rechten eine silberne Lanze hält. Im silbernen Schildfuß steht die schwarze Inschrift V.V. OSCA für VRBS VICTRIX OSCA (= die siegreiche Stadt Huesca), im rechten Oberfeld eine goldene Kerbe, die oft fälschlich als Mütze oder Mitra gedeutet wird.

Über der Kartusche mit dem Schild schwebt die alte offene spanische Königskrone mit fünf sichtbaren Blättern.

## Herkunft der Wappenbestandteile
- 1. Feld: Das Patriarchenkreuz, auch Kreuz von Caravaca genannt, taucht seit der Zeit Jakobs I. von Aragón auf, der Caravaca 1243 durch die Kapitulation der Taifa von Murcia von den Mauren eroberte. Die Tempelritter brachten 1232 das Kreuz in die Stadt und bewahrten es dort im Auftrag von Alfons X. von Kastilien. In Jaca taucht das Patriarchenkreuz erstmals in einem Wachssiegel des Jahres 1260 auf. Seine dortige Verwendung bezieht sich vielleicht auf die Erlangung des Bischofssitzes in Jaca durch Sancho Ramírez 1076. Die Maurenköpfe wurden später in Erinnerung an die legendäre Schlacht von Jaca des Jahres 795 hinzugefügt, in der angeblich Graf Aznar I. Galíndez die Mauren der Stämme Tauel, Banu Qasim (Taifas von Alpuente) und Tochibies (Zaragoza) besiegte[3].Aragonesische Pugesas des 14. Jahrhunderts

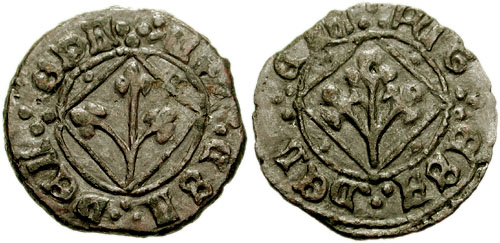
Aragonesische Pugesas des 14. Jahrhunderts

- 2. Feld: Fraga wurde am 24. September 1149 von Ramón Berengar IV., Graf von Barcelona und Gatte der Erbin von Aragón, Petronella, vom maurischen Regenten Muhammad Ibn Mardanís erobert. Deshalb nimmt das Wappen Ramón Berengars die rechte Hälfte des Wappens von Fraga ein. Die linke Hälfte wurde seit 1344 von einer grünen, sich in drei Blätter verzweigenden Pflanze eingenommen, die auch auf hier geprägten aragonesischen Münzen (pugesas) erschien. Von späteren Bürgermeistern wurde dieses Symbol, das wohl für zu geringwertig erachtet wurde, durch einen entwurzelten Olivenbaum ersetzt[4]. Das Schildchen mit der Lilie aus dem Wappen des Hauses Bourbon wurde 1710 von König Philipp V. verliehen in Anerkennung der Treue Fragas im Spanischen Erbfolgekrieg[5].
- 3. Feld: Das Wappen von Benabarre existiert seit mindestens 1601[6]. Die Kastelle stehen für die von den Mauren zu Beginn des 11. Jahrhunderts erbaute und Ende 1062 von Ramiro I. eroberte spätere Burg der Grafen von Ribagorza[7]. Im Gemeindewappen ist die Grundfarbe Blau, die Löwen sind golden und die Kastelle silbern.
- 4. Feld: Das Wappen von Sariñena mit der Armbrust wird mit den Eroberungen Ramón Berengars IV. in Verbindung gebracht.
- 5. Feld: Das Wappen von Tamarite de Litera ist durch die Tamariske ein redendes Wappen. Die zwei aragonesischen Wappenschilde zeigen, dass Tamarite im späten 14. Jahrhundert ein wichtiger Ort im Königreich war, was die beiden dort abgehaltenen Hoftage 1375 und 1383 sowie die Verleihung der Stadtrechte durch Martin I. am 18. April 1408 belegen[8].
- 6. Feld: Der sog. Baum von Sobrarbe, eine Steineiche mit aus der Krone wachsendem, rotem, lateinischem Kreuz, erscheint erstmals 1499 in der Chronik von Aragón des Fabricio de Vagad[9]. Es bezieht sich auf eine angebliche Himmelserscheinung bei der Eroberung der Pyrenäenstadt Aínsa von den Mauren durch Garzía Ximéniz 724. Die Christen befestigten die Stadt in Erwartung eines arabischen Gegenangriffs, der in der Stärke von 4:1 erfolgte. Darauf erschien als göttliches Zeichen die Steineiche mit dem roten Kreuz am goldenen Himmel. Dies gab den Christen neuen Mut, während die Araber flohen. Da das Kreuz oberhalb eines Baums (sobre un árbol) erschienen war, gründeten die Christen daraufhin das Reich Sobrarbe mit dem Bild dieser Erscheinung als Wappen[10]. Das Kastell von Boltaña gilt als Burg der Grafen von Sobrarbe. Es wurde von den Mauren errichtet und 941 bereits als Besitz des Königs von Pamplona[11].
- 7. Feld: Das Wappen von Barbastro wurde der Gemeinde von Peter II. von Aragón 1209 verliehen. Es wurde vom Wappenkönig Jaime de Sobradiel y Moyuela gestaltet. Er wählte als redendes Wappen ein bärtiges Männerhaupt und umgab es mit fünf Schildchen mit den vier roten Pfählen von Aragón[12].

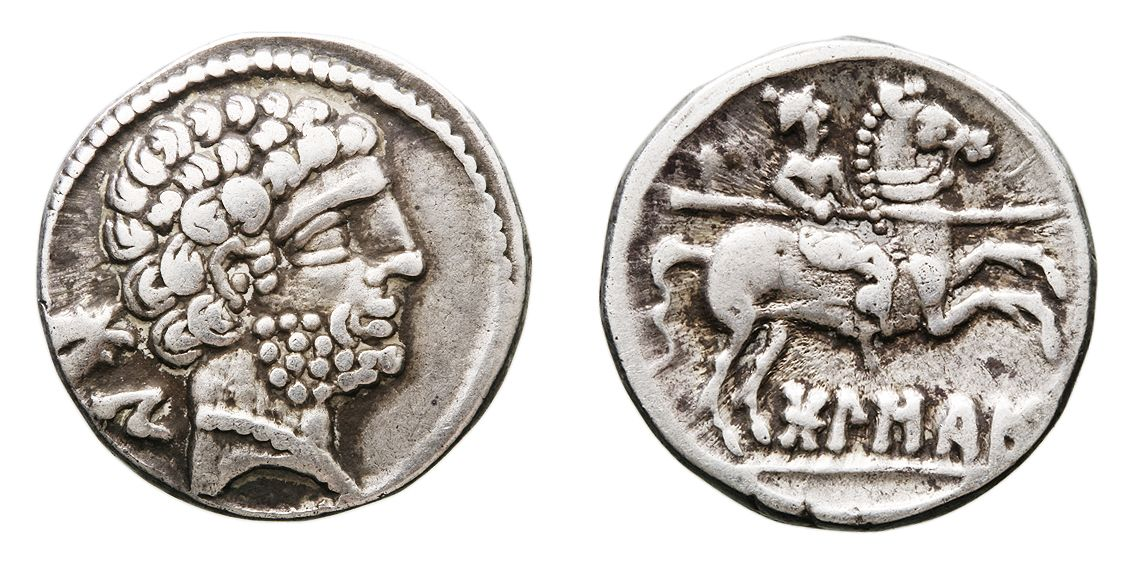
Silberdenar aus Huesca aus dem 2. Jahrhundert v. Chr. mit iberischer Inschrift

- 8. Feld: Das Wappen von Huesca mit dem Reiter auf dem Schimmel und der Inschrift V.V. OSCA erscheint erstmals zwischen 1587 und 1595[13]. Es greift Elemente auf, die bereits auf römischen Münzen, die zwischen 150 und 100 vor Christus in Huesca geprägt wurden, erschienen. Seit der Inbesitznahme der vorher Bolskan genannten Stadt für Rom durch Aulus Terentius Varro 179 v. Chr. lautete ihr Name VRBS VICTRIX OSCA. Dazu kommt die goldene Kerbe, die aus dem Vorgängerwappen des 13. Jahrhunderts auf rotem Grund stammt. Sie steht für den Salto de Roldán („Rolandssprung“), ca. 25 km nördlich von Huesca. Hier soll der sagenhafte Roland, ein Ritter des fränkischen Heeres seinen maurischen Verfolgern durch einen Sprung zwischen den beiden etwa 1.100 m hohen Felsen entkommen sein[14]. Die Schildfarbe des heutigen Stadtwappens ist Blau mit rotem Rand.